# Elizabeth Knepp
Elizabeth Knepp, död 1681, var en engelsk skådespelare.
Hon var engagerad vid King's Company 1664-1681. 
Hon spelade både tragedi och komedi och var känd för att uppträda som sångare i mellanakterna. Hon nämns ofta i Samuel Pepys dagbok.